# Gordon Setter
Der Gordon Setter ist eine von der FCI anerkannte britische Hunderasse (FCI-Gruppe 7, Sektion 2.2, Standard Nr. 6).

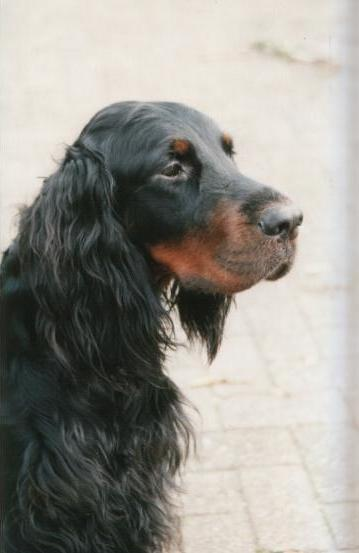
Gordon Setter Kopf

## Geschichte
Die Rasse hat ihre Ursprünge in Vorstehhunden, die vor allem in Schottland verbreitet bei der Jagd eingesetzt wurden und daher Schottischer Setter genannt wurden. Etwa Mitte des 19. Jahrhunderts hatten Züchter einen stabilen Typ dieser Hunde herausgebildet und die Basis des heutigen Rassehunds war entstanden. 1924 erhielt die Rasse vom britischen Kennel Club den Namen Gordon Setter nach dem Züchter Alexander Gordon, 4. Duke of Gordon (Banffshire).

## Beschreibung
Dieser Setter ist ein bis zu 66 cm großer und bis zu 29,5 kg schwerer Jagdhund. Das Fell ist von tiefglänzendem Kohlschwarz, ohne Rostschimmer, mit kastanienrotem, d. h. leuchtendem Brand. Das Haar ist glatt und ohne Locken oder Wellung an allen anderen Körperteilen, die Fransen am Bauch können sich bis zur Brust und zum Hals hin fortsetzen. Die Ohren der Hunde sind mittelgroß und dünn, tief angesetzt und dicht am Kopf anliegend.

## Verwendung
Obwohl der English Setter in England beliebter ist, wird auch der Gordon Setter von vielen Jägern verwendet. Der Gordon Setter ist als Vorstehhund in der Ebene und im hügeligen Gelände gut zu gebrauchen, apportiert zuverlässig auch aus dem Wasser, und eignet sich im Wald zur Schnepfenjagd, er ist ein mutiger Jagdhund und im Haus ein guter Wachhund.